# Loggia massonica
Una loggia massonica, chiamata anche loggia privata o loggia costitutiva, è l'elemento organizzativo fondamentale della Massoneria. Ogni nuova loggia deve essere autorizzata o istituita da una Obbedienza ed è soggetta alla sua giurisdizione e all’osservanza delle sue Costituzioni Generali.

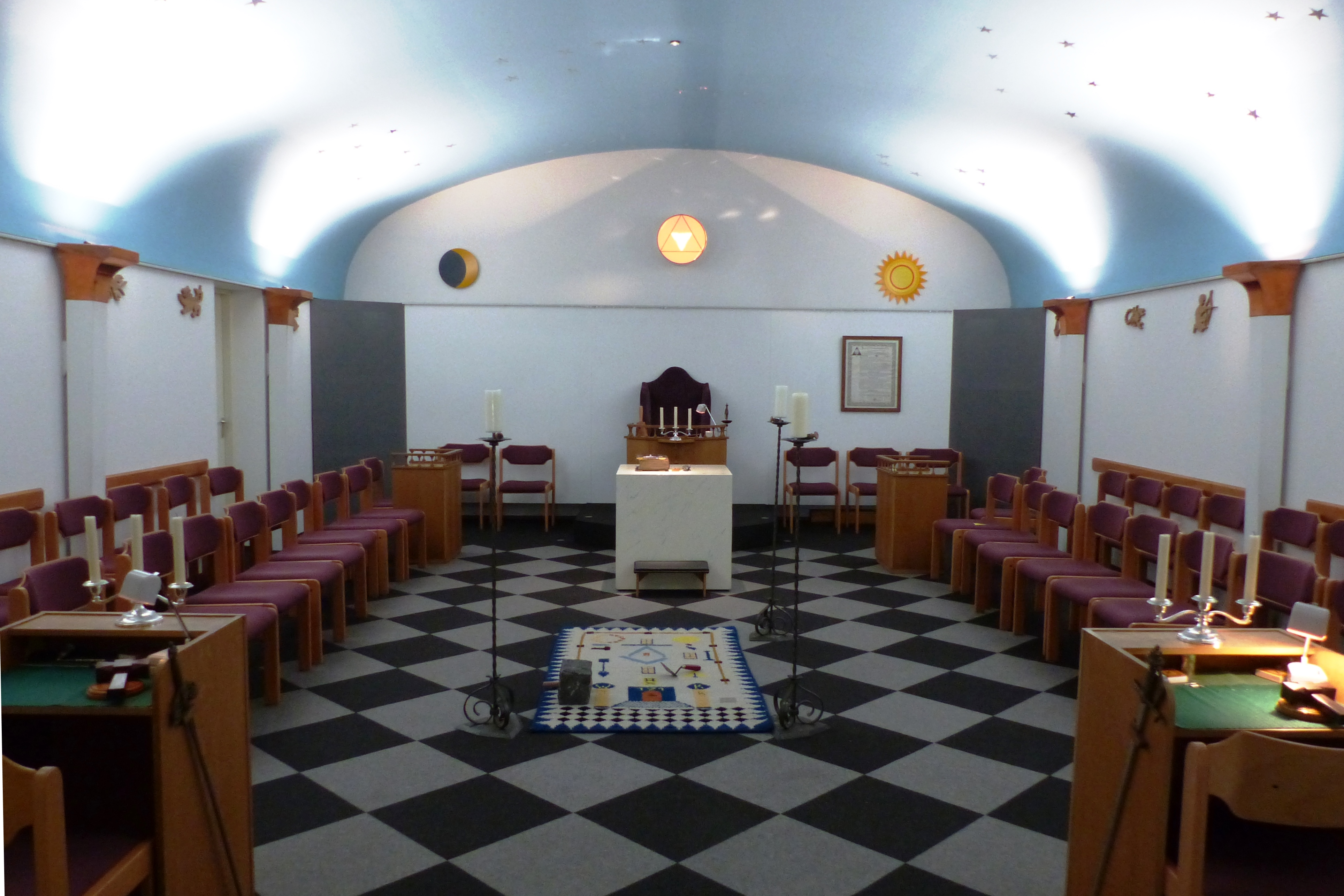
Loggia massonica a Winterswijk, nei Paesi Bassi

Come unica eccezione, le tre logge sopravvissute che formarono la prima grande loggia nota al mondo a Londra (ora confluita nella Gran Loggia Unita d'Inghilterra) hanno il privilegio unico di operare da tempo immemorabile, vale a dire, senza tale mandato; solo un'altra loggia opera senza mandato: la Grand Stewards' Lodge di Londra, sebbene anch'essa non abbia diritto al titolo di "tempo immemorabile". Un massone ha generalmente il diritto di visitare qualsiasi loggia in qualsiasi giurisdizione (cioè affiliata a qualsiasi Obbedienza) che sia in rapporti di amicizia con la propria. In alcune giurisdizioni questo privilegio è riservato ai maestri massoni  (cioè, massoni che hanno raggiunto il terzo grado dell'Ordine). Di solito, questi è prima tenuto a garantire un’appartenenza regolare alla propria loggia. I massoni si riuniscono in una Loggia per espletare la attività connesse con i tre gradi fondamentali di Apprendista Inserito, Compagno e Maestro Massone.

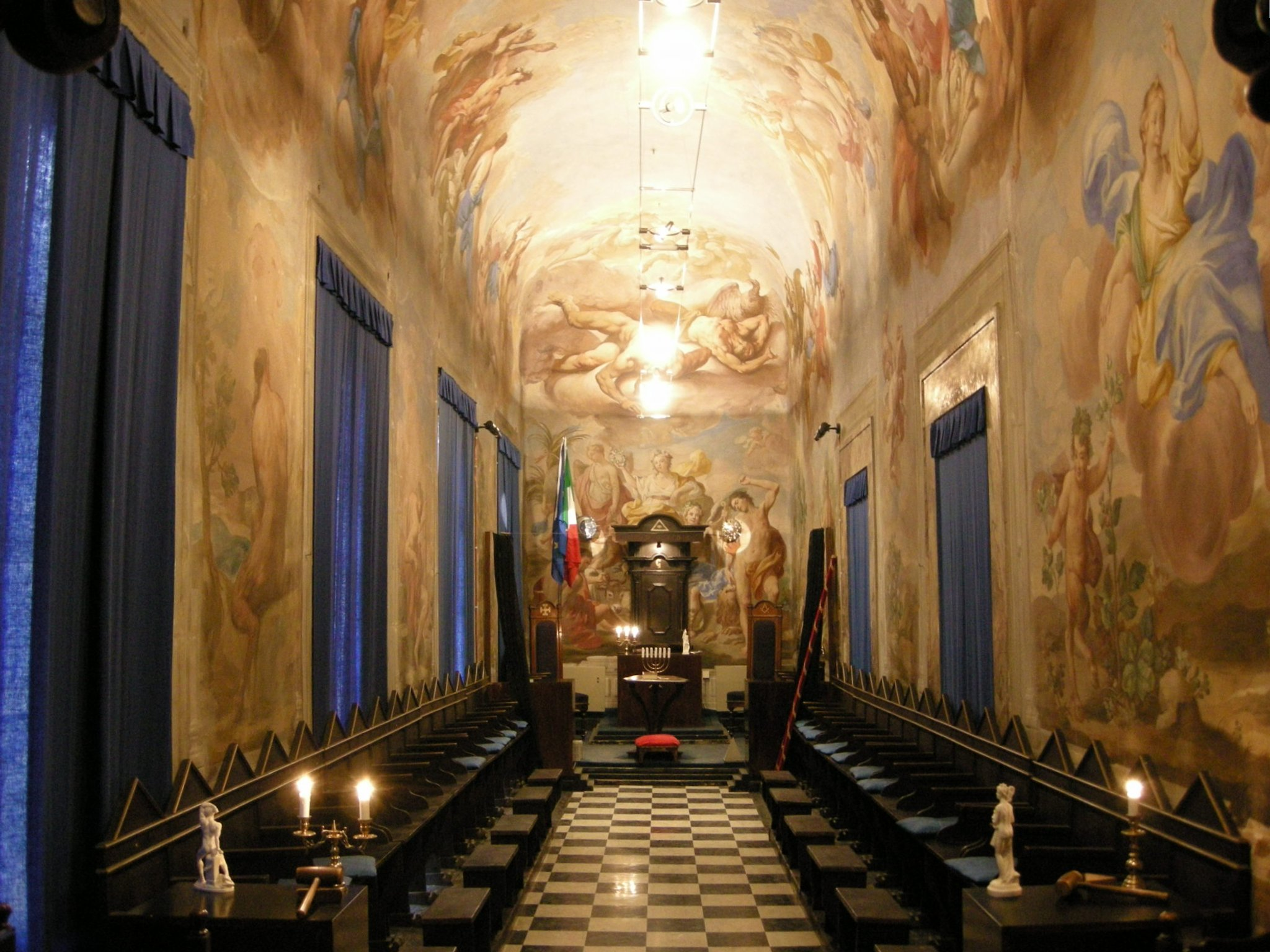
Interno di Palazzo Roffia a Firenze, sede locale della Gran Loggia d'Italia degli Alam.

## Origine del nome
Il termine Loggia comparve per la prima volta in un documento del 1278 relativo a carte che componevano i progetti di un'abbazia francese. Questa era soprannominata loggia coperta poiché gli attrezzi materiali di costruzione accumulati al suo interno erano protetti dalle intemperie.
Nella loggia si riunivano maestri, compagni, tagliapietre, apprendisti e si eleggeva l'architetto, persona dal sapere enciclopedico che era dedita all'iniziazione dei muratori e ad interloquire col clero per discutere dello stato di avanzamento dei progetti e della loro implementazione.
Le logge erano zone franche, libere dall'influsso di feudatari vescovi o nobili e poste al di fuori della loro giurisdizione. Le logge godevano quindi di una considerevole libertà che consentiva loro di ospitare stilnovisti appartenenti ad associazioni misteriche, eretici di varie estrazioni (Catari, Albigesi, Valdesi, gnostici) come anche quelli delle scuole provenzali o di quelle normanno-italiche di Federico II.
Uno dei documenti più antichi attestante una struttura suddivisa nei gradi di maestro, compagno e apprendista è lo Statuto dei Tagliatori di Pietre siglata a Strasburgo il 25 aprile 1459.

## Luogo

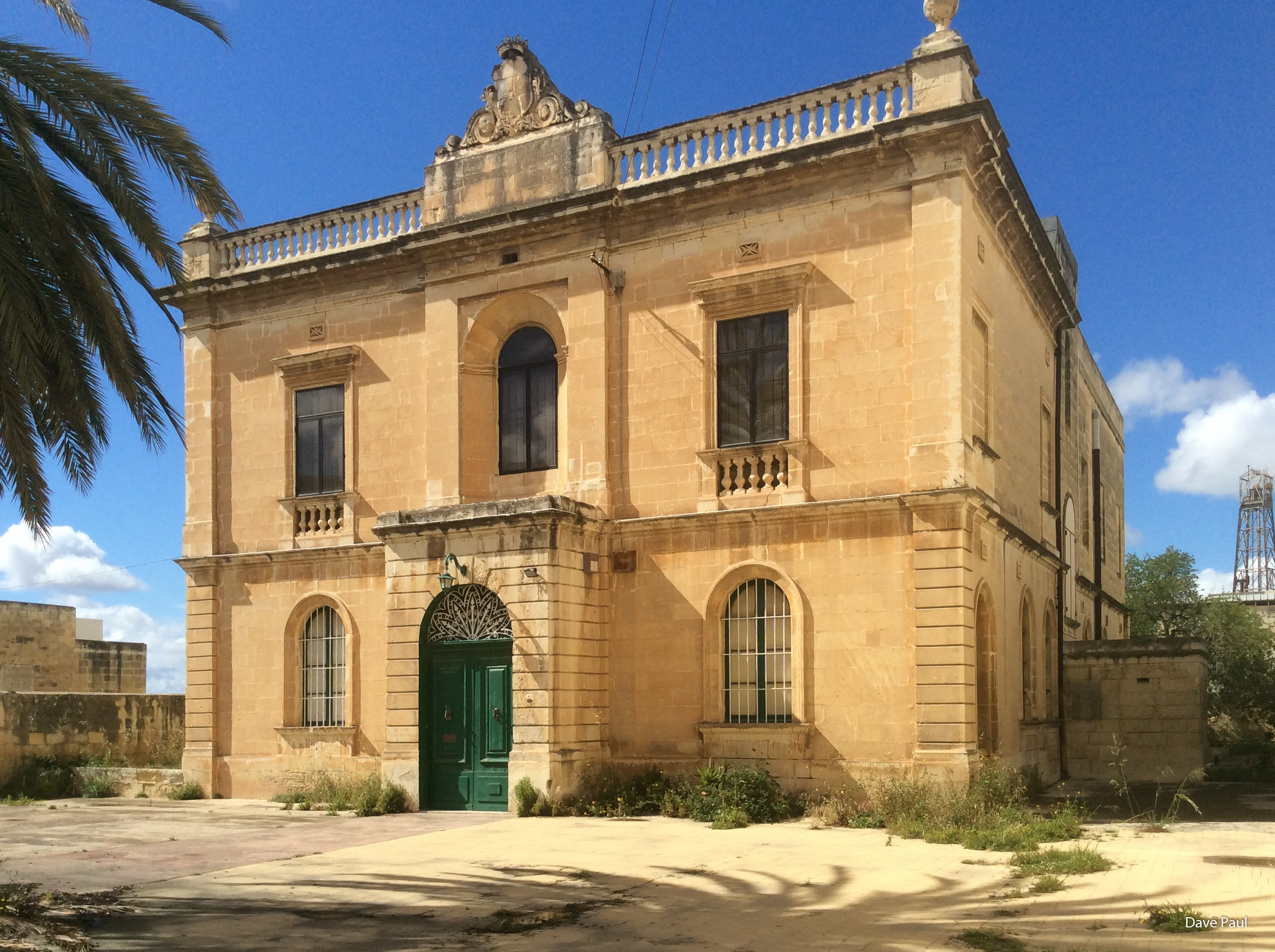
Villa Blye in Paola,a Malta, è un tempio massonico nel quale si incontrano logge di massoni inglesi e irlandesi.

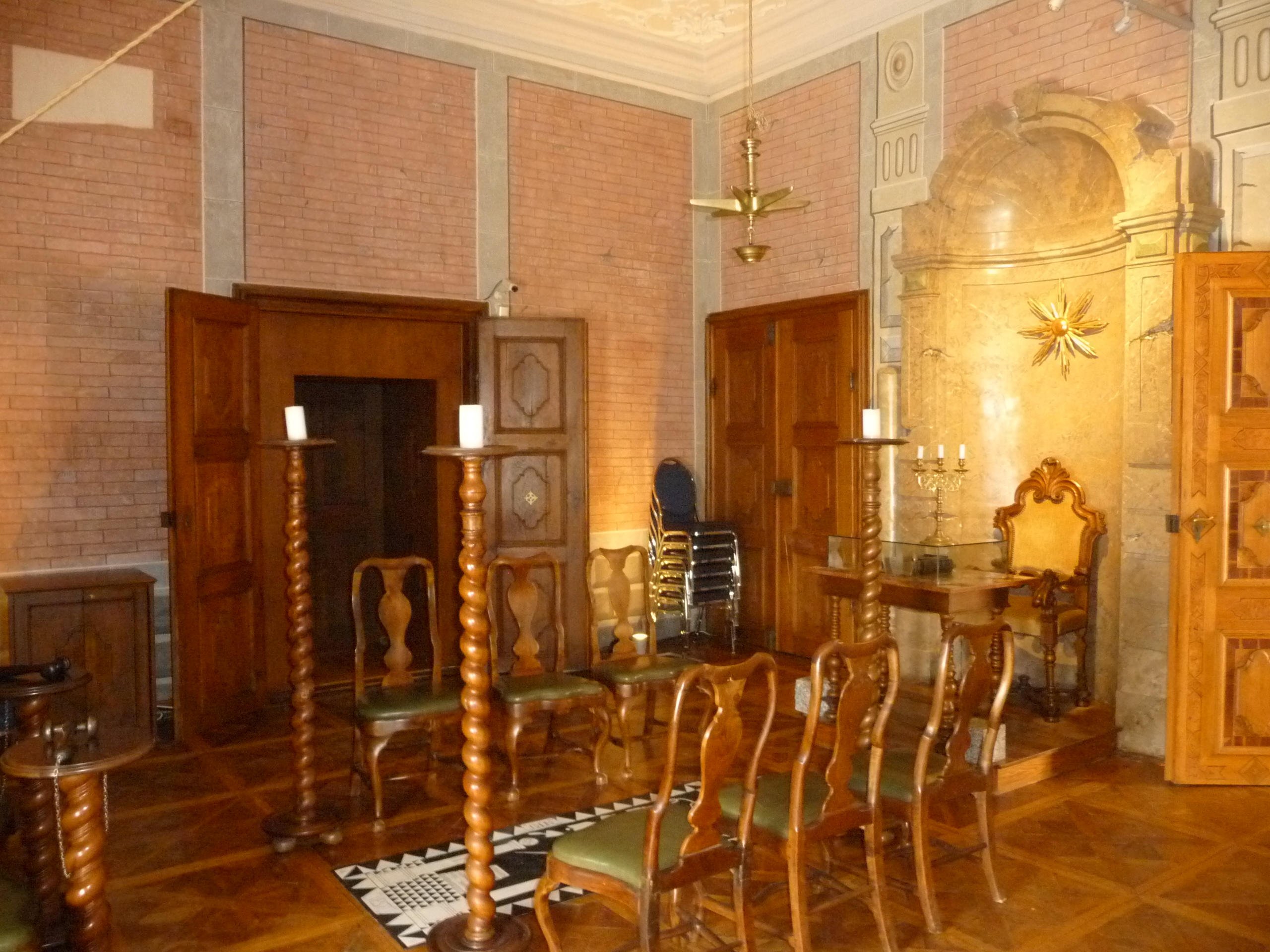
Loggia massonica in una stanza del Museo Austriaco della Massoneria, Schloss Rosenau, Austria

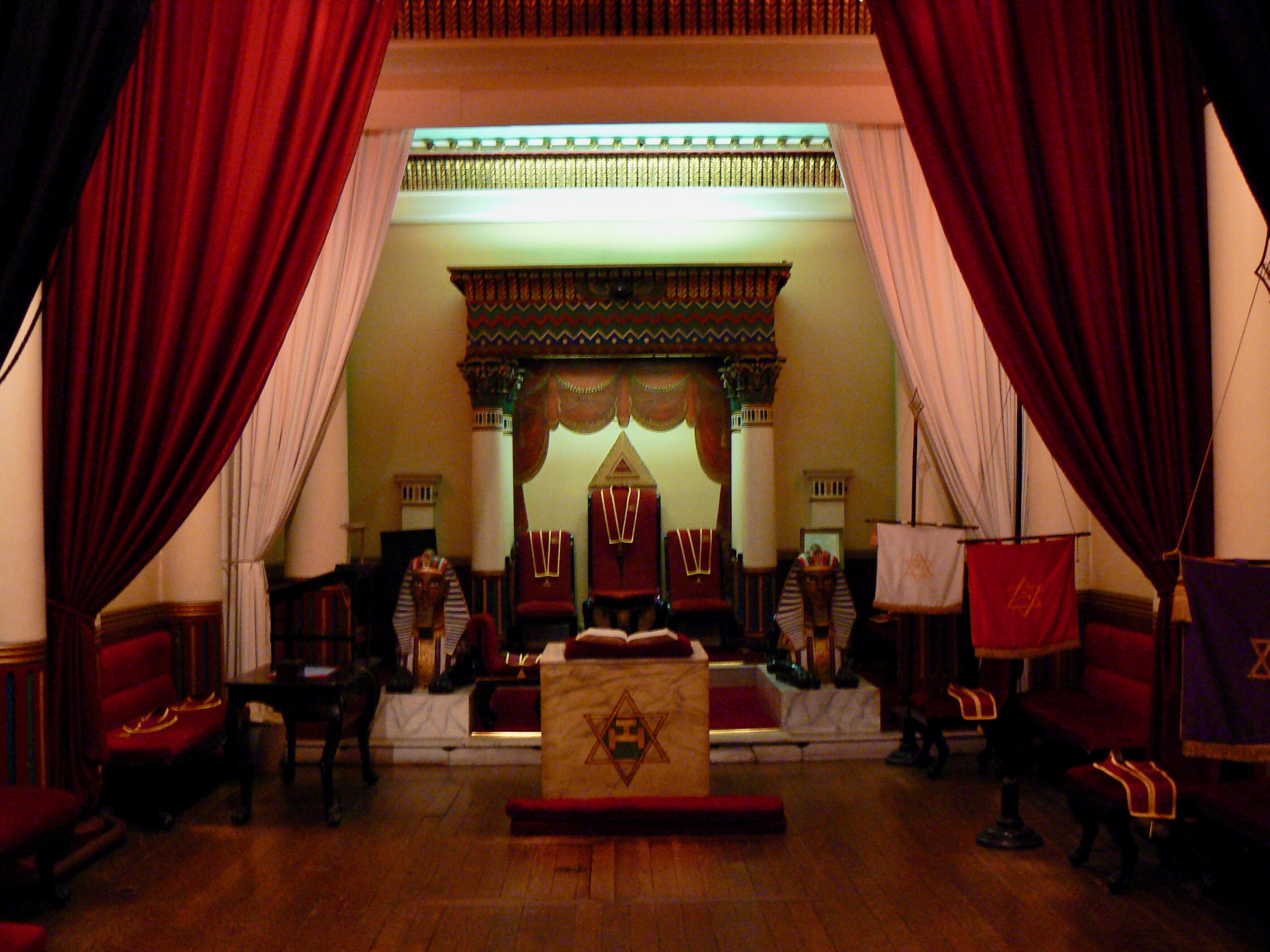
Loggia massonica di Dublino, in Irlanda

Propriamente, i massoni si riuniscono come una loggia (formando una loggia), e non all’interno di una loggia. In questo contesto, la parola "loggia" si riferisce a un capitolo locale di massoni, che si riuniscono come un solo Corpo. Tuttavia, il termine è spesso usato impropriamente per riferirsi agli edifici o alle stanze in cui si incontrano i massoni. I locali massonici sono talvolta indicati anche come templi ("della filosofia e delle arti"). In molti Paesi, si usano le espressioni sostitutive “centro massonico” o “aula massonica” per evitare di suscitare pregiudizi e sospetti, o la confusione con un edificio religioso. Gli stessi locali possono essere condivisi in momenti diversi da diverse logge o altre organizzazioni massoniche.

## Tipologie
Le logge blu, le logge di artigiani o le antiche logge di artigiani si riferiscono alle logge che gestiscono i primi tre gradi massonici, piuttosto che agli ordini massonici aggiunti come il Rito di York e il Rito scozzese. Il termine "craft lodge" è usato in Gran Bretagna. Il termine “loggia blu” si riferisce al colore tradizionale delle insegne delle logge della massoneria inglese o irlandese. Sebbene il termine fosse originariamente deprecato, nel XX secolo ha guadagnato un uso diffuso e prevalente in America.
Le logge di ricerca hanno lo scopo di promuovere la ricerca massonica. Ne è un esempio la Quatuor Coronati Lodge di Londra: essa ha un numero di membri strettamente limitato e riceve visitatori e documenti da tutto il mondo. Molte giurisdizioni hanno logge di ricerca ben consolidate, che di solito si incontrano meno frequentemente delle logge blu e non conferiscono diplomi.
In Gran Bretagna una loggia di istruzione può associarsi ad una loggia, ma non può costituirsi separatamente come logia a sé stante. La loggia di istruzione offre agli ufficiali e a coloro che desiderano assumere tale grado l'opportunità di provare il rituale sotto la guida di un fratello esperto; si possono svolgere anche essere conferenze sul rituale e sul simbolismo di loggia, al fine di elevare la conoscenza e la comprensione dei membri. In alcune giurisdizioni negli Stati Uniti, la loggia di istruzione si occupa di istruire i candidati non soltanto con riferimento ai rituali e ospita un relatore che parla sia di temi massonici che non massonici.
In Gran Bretagna, il termine loggia madre è usato per identificare la particolare loggia in cui l'individuo è stato "fatto massone" per la prima volta (cioè ha ricevuto il suo grado di apprendista iscritto). L’espressione "Loggia madre" può anche riferirsi a una loggia che promuove la creazione di una nuova loggia, la loggia figlia sottoposta alla sua giurisdizione; le procedure specifiche relative variano nel corso della storia e nelle diverse giurisdizioni. La Lodge Mother Kilwinning n. 0, affiliata alla Gran Loggia di Scozia è la più antica loggia del mondo, citata negli Statuti Schaw del 1598 e nel 1599, e avendo garantito altre logge quando erano ancora prive di una gran loggia di riferimento.
Il XXI secolo ha visto l'affermazione crescente di logge virtuali su Internet che si incontrano online piuttosto che di persona. Esempi sono l'Internet Lodge No. 9659, la Lodge Ireland e la Castle Island Virtual Lodge No. 190. La possibilità di tenere riunioni di loggia a distanza consente a coloro che sono distanti di continuare a partecipare, siano essi militari o marittimi che prestano servizio all'estero o che abitino in una zona scarsamente popolata.

## Organizzazione

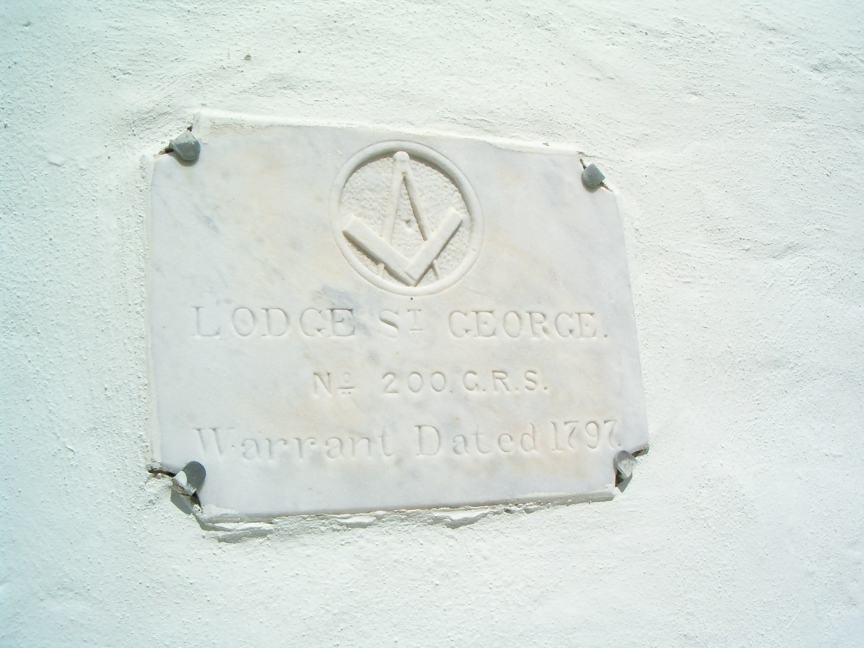
Placca della Loggia di san Giorgio, che dal 1797 al 1815 fu ospitata nella sede della camera bassa del Parlamento monocamerale delle Bermuda, avente sede a Saint George.

Le logge sono governate da autorità (Obbedienze) nazionali (in qualche caso internazionali), statali o provinciali, solitamente chiamate Grandi Logge o Grandi Orienti, le cui costituzioni sono pubblicate e definiscono la struttura della parte di Massoneria sottoposta alla loro autorità. Nominano i Grandi Ufficiali, scegliendoli tra i loro maggiori muratori. Le Gran Logge provinciali (che in Inghilterra corrispondono generalmente alle contee storiche) esercitano un'autorità di livello intermedio e nominano anche i Grandi Ufficiali provinciali.
Diverse gran logge e le loro regioni presentano sottili differenze nella tradizione e variazioni nei gradi e nella pratica; per esempio nella Gran Loggia di Scozia, il Mark Degree, insieme di pratiche filosofiche-morali-etiche collegate alla costruzione del Tempio di Salomone -che non è riconosciuto dalla Gran Loggia Unita d’Inghilterra, la quale ha un Mark Grand Lodge separato- è conferito in una loggia di artigiani come completamento del secondo grado. In ogni caso, la giurisdizione delle Obbedienze sulle logge appartenenti è limitata e, dove non esistono rituali prescritti, le logge possono quindi avere una notevole libertà di pratica. Nonostante queste piccole differenze, esistono relazioni fraterne tra logge di pari grado e afferenti a Obbedienze diverse.

## Adesione

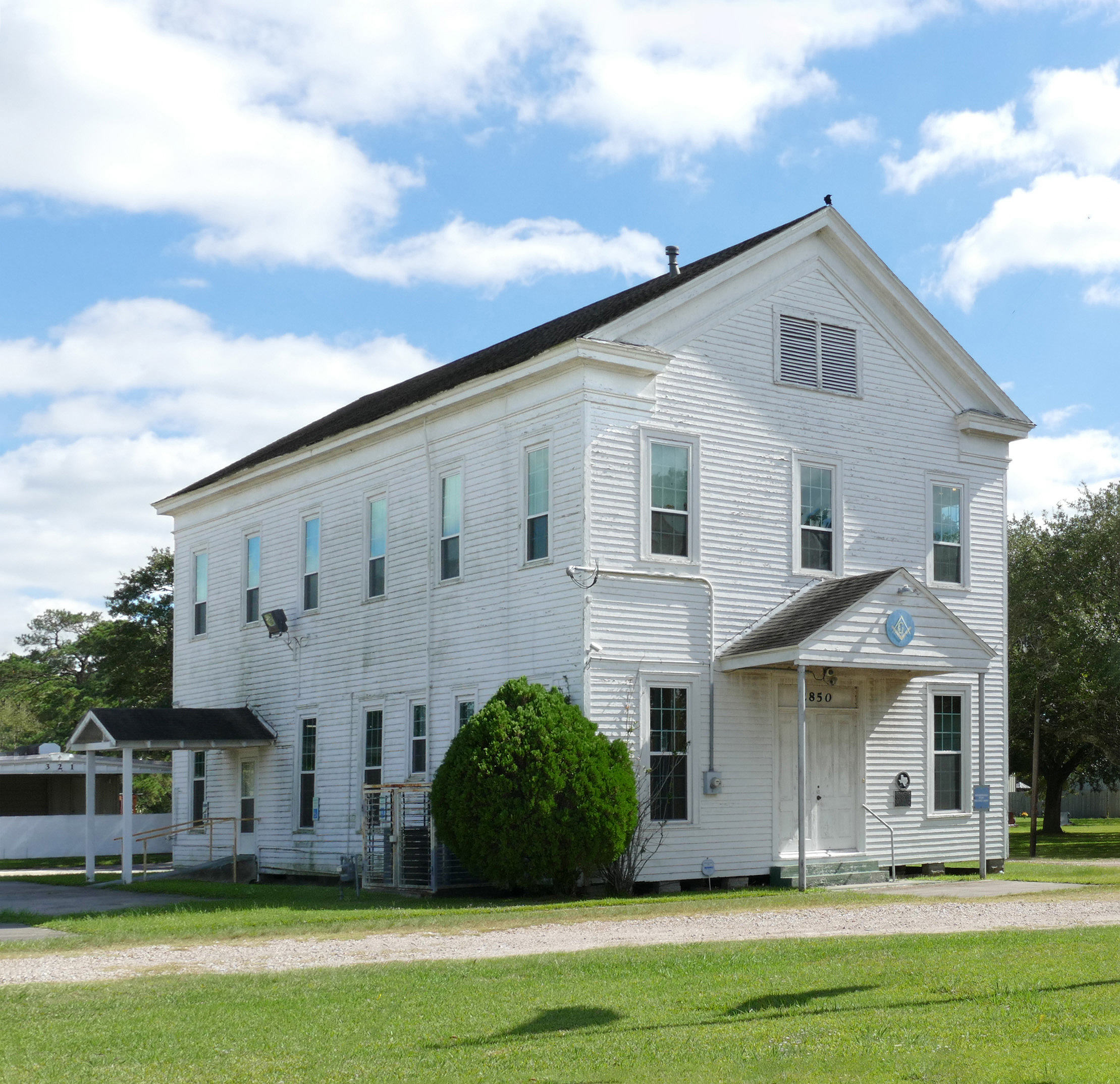
Loggia Massonica Cedar Bayou n. 321, A. F. & A. M. in Baytown

Generalmente, per essere accettato, per essere iniziato come massone regolare in una loggia regolare anglo-americana, un candidato deve:
- presentarsi di propria spontanea volontà/iniziativa o, in alcune giurisdizioni, su invito [5];
- credere in una specie di Essere Supremo[5];
- perseguire una morale "orientata al bene", avere una buona reputazione pubblica provvedere al sostentamento di se stesso e della propria famiglia[5];
- avere almeno 21 anni (18 anni o 25 anni, in alcune giurisdizioni)[5];
- vivere nella giurisdizione (sotto alcune Grandi Logge negli Stati Uniti)[6];
- superare positivamente interviste e domande poste da una commissione d’indagine sul proprio vissuto, anche con riferimento alle persone incontrate;
- essere sano di mente e di corpo[7] (non è un requisito universale) [5];
- essere un "uomo libero". Probabilmente, questo requisito derivò dal rifiuto dei muratori operativi di passare i loro segreti agli schiavi, perché ad essi poteva essere ordinato di divulgarli ad altri.[8] Nelle prime logge speculative si richiedeva che un nuovo massone avesse almeno una licenza per commerciare e impiegare altre persone, che lo rendeva un uomo libero[9];
- ottenere il voto della loggia favorevole alla sua adesione.[5]

Dopoché una loggia ha eletto o approvato un candidato in conformità con i requisiti previsti dall’Obbedienza, deciderà poi se assegnare al candidato ogni grado nell'ordine. In genere sono considerati massoni coloro che hanno conseguito solo il grado di Apprendista Entrato e detengono privilegi limitati fino al conseguimento del grado di Maestro Massone; nella Gran Loggia Unita d’Inghilterra, solo il Maestro Massone riceve dalla Gran Loggia un certificato che può essere richiesto da qualsiasi altra loggia che desideri visitare.

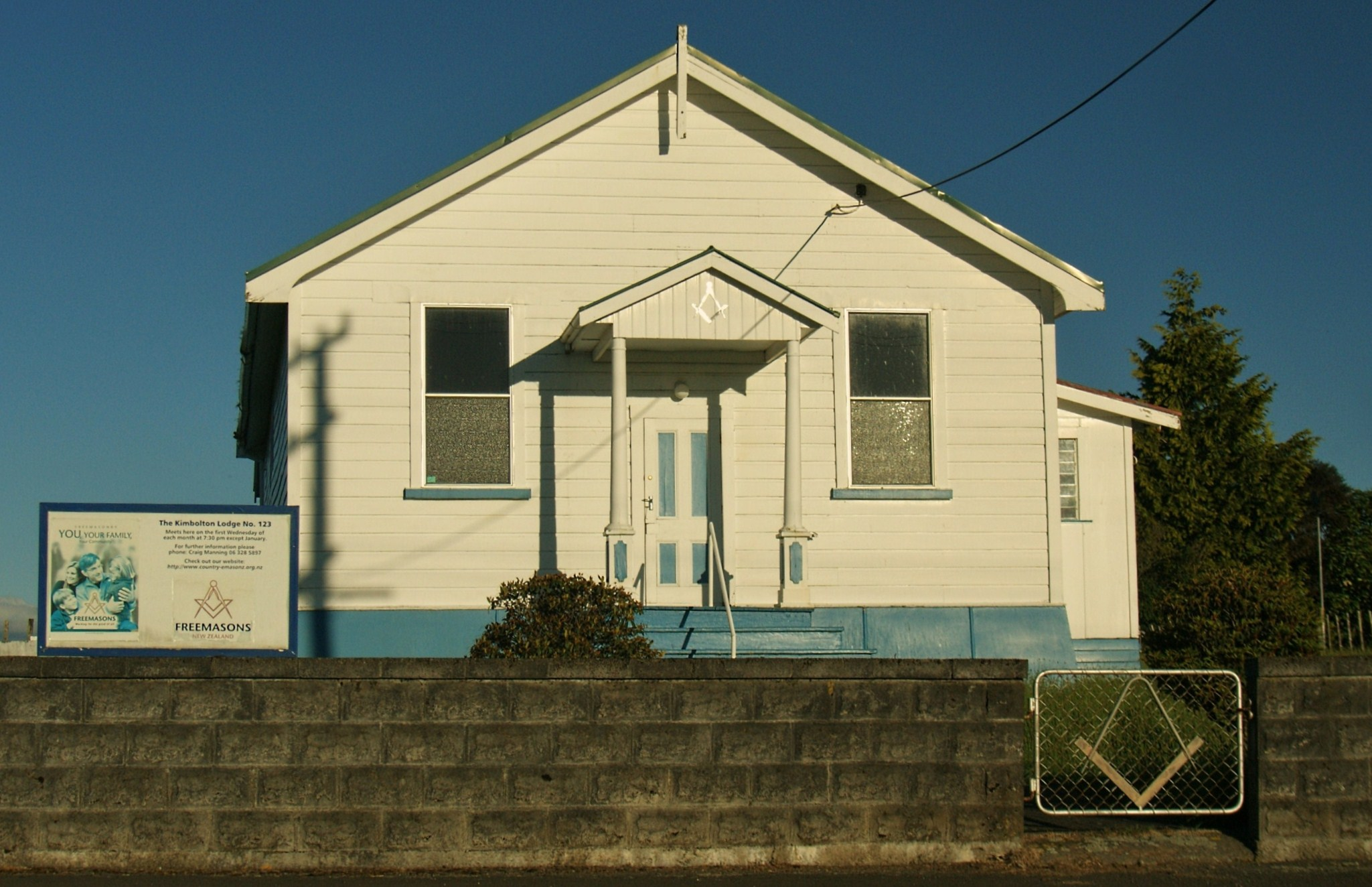
Loggia Massonica n. 123 a Kimbolton, in Nuova Zelanda

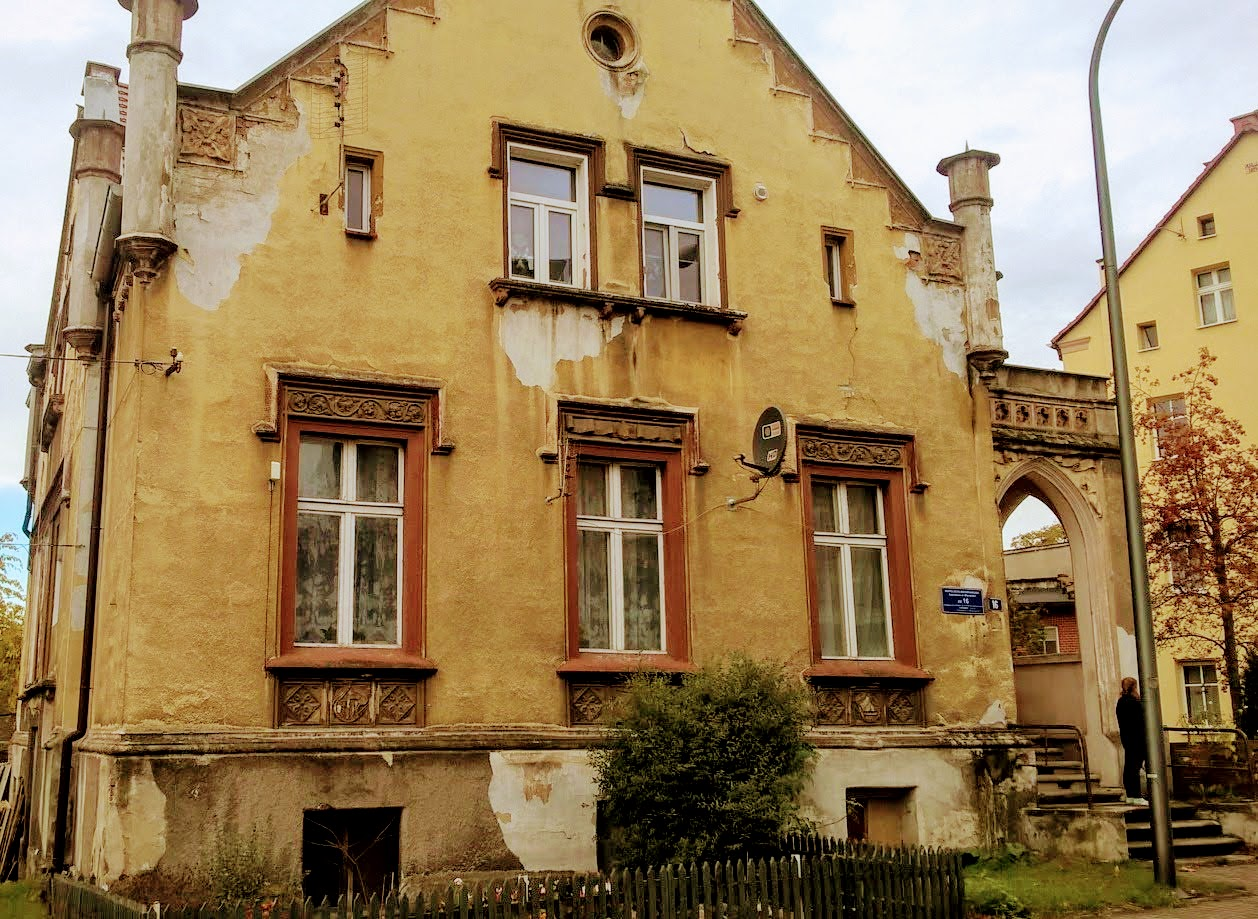
Vecchia sede della loggia massonica di Szprotawa, in Polonia

I Maestri sono considerati a vita membri della loggia in cui hanno ricevuto i propri diplomi. Il maestro ha facoltà di dimettersi se lo desidera, ma solo se è regolare e le sue quote sono pagate. Un massone può dimettersi per motivi personali o per entrare a far parte di un'altra loggia in quelle giurisdizioni in cui non è consentita l'adesione multipla. Dopo le dimissioni, continua ad essere considerato un massone in contumacia e può rientrare con una nuova domanda; con tale gesto lui e la sua famiglia rinunciano a vantare diritti, privilegi o pretese nei confronti della Massoneria. Alcune fonti (Mackey) affermano che l'abbandono della loggia non esenta dagli obblighi né dal sano controllo dell'Ordine sulla condotta morale dell'ex membro. Un massone può essere espulso dalla sua Loggia e dalla Massoneria in genere se condannato per violazioni particolarmente gravi della legge civile o massonica. L'espulsione da tutta la Massoneria può avvenire solo ad opera di una Gran Loggia, mentre i capitoli minori possono espellere membri dalle loro logge particolari.
Un Maestro Massone "in regola" (cioè le cui quote sono pagate e che non è soggetto a indagine o a procedimento disciplinare all’interno della Massoneria) può unirsi ad un'altra loggia regolare, senza la necessità di riprendere i suoi diplomi, che vengono riconosciuti dalla nuova loggia nella quale presta servizio col più alto grado acquisito.
Se un Maestro Massone viene cancellato dagli albi per mancato pagamento delle quote, nella maggior parte dei casi può essere immediatamente ripristinato in regola semplicemente sanando gli arretrati e pagando le quote di adesione dell’anno corrente, sebbene in molte giurisdizioni vi sia l'obbligo di scrutinio per la riammissione.
Molte Obbedienze consentono ai Maestri Massoni di essere "affiliati al plurale" o membri di più di una loggia contemporaneamente. In alcune giurisdizioni è vietato agli affiliati plurali di essere eletti funzionari di più logge contemporaneamente.
Queste regole sono diverse per i massoni dei gradi di apprendista e compagno di mestiere. In alcune Obbedienze un Apprendista o un Compagno iscritto non può dimettersi, ma ha facoltà di entrare a far parte di un'altra loggia con l'intento di conseguire il grado di Maestro Massone, a patto di ottenere il consenso di quella di provenienza.

## Ufficiali
I nomi, i ruoli e il numero degli ufficiali delle logge variano ampiamente da giurisdizione a giurisdizione. Nella maggior parte dei casi esiste un ufficio corrispondente nella Gran Loggia della giurisdizione, che prevede l'aggiunta del prefisso 'Grand' al titolo in questione (ad esempio, Gran Maestro e Maestro corrispondono allo stesso livello di conoscenza dei riti e simboli, sebbene uno sia conseguito in una Gran Loggia, mentre l’altro in una loggia ordinaria).
Esiste un cursus honorum, costituito da incarichi di importanza crescente ai quali i membri sono promossi, ma anche altri incarichi più permanenti (come il tesoriere), solitamente ricoperti dai membri esperti.